# Гиясаддин
Гиясаддин (неизвестно — 1438 или 1445) — правитель (султан) Казани. 

## Биография
Является сыном Шадибека (по другой версии, Джалаладдина).
Захватил Казань после гибели Идегея (1419 год). Чеканил монету от имени золотоордынского хана Улуг-Мухаммада (1420–1422, 1425–1432 года), от своего имени (1422–1423 года).
Воевал с Улуг-Мухаммадом в 1423 году, добиваясь независимости своего улуса. После усиления положения Улуг-Мухаммада в Золотой Орде Гияссаддин был вынужден признать его власть. С 1432 года вновь возобновилась борьба между ними. Предположительно, в 1437–1438 годах с помощью казанской знати Улуг-Мухаммад захватил Казань и казнил Гияссаддина (по другим источникам, Гияссаддин погиб в 1445 году).